# Charaxes entabeni
Charaxes entabeni är en fjärilsart som beskrevs av Van Someren 1963. Charaxes entabeni ingår i släktet Charaxes och familjen praktfjärilar. Inga underarter finns listade i Catalogue of Life.